# Disque de Secchi
Pour les articles homonymes, voir Secchi.

Disque de Secchi classique.

Un disque de Secchi est un dispositif permettant de mesurer la transparence / la turbidité d'une colonne d'eau. Il consiste en un disque d'une vingtaine de centimètres, partagé en quarts alternés noirs et blancs. Le disque — lesté — est fixé au bout d'un câble. On laisse descendre jusqu'à disparition, on note la profondeur (longueur du câble). On remonte ensuite le dispositif jusqu'à réapparition du disque, notée également. La mesure retenue est le point médian entre ces deux extrêmes. Cet exercice est répété plusieurs fois de suite pour retenir — in fine — la moyenne de l'ensemble des mesures médianes successives.
Le disque de Secchi a été nommé d'après son inventeur Pietro Angelo Secchi (1818-1878), scientifique jésuite (astrophysicien, météorologue…) qui fut directeur de l'Observatoire du Vatican (1850…). Le disque servit pour la première fois en mer Méditerranée en 1865. Il a pour avantages d'être léger, peu encombrant, bon marché et simple d'utilisation.

Différents types de disques de Secchi.